# Фаттуш
Фатту́ш (араб. فتوش‎) — левантийский хлебный салат, который готовится из поджаренных кусочков хлеба пита с добавлением зелени и различных овощей, в основном — редьки и помидоров. Фаттуш принадлежит к семейству блюд, известных как фаттат (мн. число) или фатта, в которых в качестве основы используются чёрствые лепёшки.
В фаттуш могут входить разные овощи и травы, в зависимости от времени года и вкусовых предпочтений. Овощи рубятся довольно крупными кусками в сравнении с табуле, где они шинкуются мелко. Также часто добавляется приправа из сумаха, которая придаёт кисловатый вкус.

## Этимология
Слово «фаттуш» произошло от арабского «фатт» — «дробление» и тюркского суффикса — «уш». Образование новых слов подобным образом раньше было часто распространено в левантийском арабском.

## Ингредиенты

### Основные ингредиенты
- Портулак
- Редиска
- Томат
- Салат-латук
- Огурец
- Лук
- Сумах
- Мята
- Пита
- Соль
- Оливковое масло
- Лимонный сок

### Дополнительные ингредиенты
- Фета
- Петрушка
- Морковь
- Красный перец
- Зелёный перец
- Краснокочанная капуста
- Маслины
- Оливки
- Чёрный перец
- Чеснок
- Гранат
- Цфатский сыр